# HD104957
HD104957 — хімічно пекулярна зоря спектрального класу A3, що має видиму зоряну величину в смузі V приблизно  8,9.
Вона  розташована на відстані близько 496,4 світлових років від Сонця.